# Curets (divinitats)

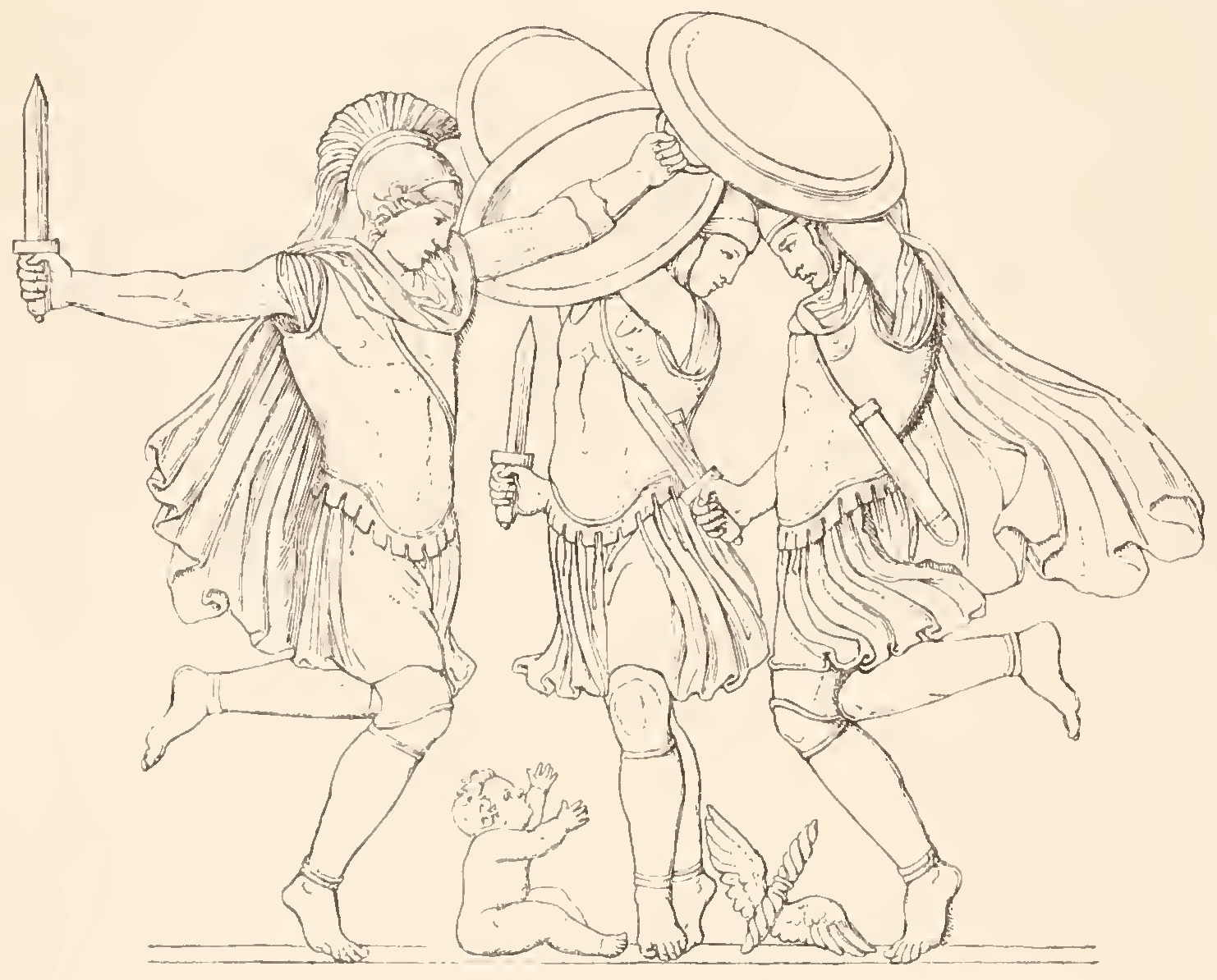
Curets

Segons la mitologia grega, els curets (en grec antic: Κουρῆτες) eren uns esperits que formaven part del seguici de Zeus quan aquest déu era infant a l'illa de Creta.
Hi ha tradicions molt diferents sobre el seu origen. De vegades hom els identifica amb els curets d'Etòlia, un poble de la mitologia esmentat a la Ilíada, però més freqüentment són considerats fills de Socos i de Combe. Segons aquesta versió, eren set, i originaris d'Eubea, i es deien Primneu, Mimant, Àcmon, Damneu, Ocítous, Ideu i Melisseu. Van ser expulsats pel seu pare d'Eubea i van errar amb la seva mare per diferents parts de Grècia. A Frígia van tenir cura de Dionís, i a l'Àtica van fer cap a la cort del rei Cècrops que els va ajudar a lluitar contra el seu pare Socos i a tornar a la seva pàtria. La seva mare, Combe, era anomenada també Calcis (bronze), perquè es deia que havia inventat les armes de bronze, i els seus fills, els curets, ballaven colpejant les seves armes contra els escuts de bronze que portaven.
Una altra tradició explicava que els Curets eren fills de Gea, la Terra, o bé de Zeus i d'Hera, o també d'Apol·lo i la nimfa Danaida, i encara hi ha més versions. També en varia el nombre segons els autors. La llegenda més coneguda en la que intervenen és la que fa referència a la infantesa de Zeus. Estaven instal·lats a Creta, on es dedicaven al culte de Rea. La deessa, després d'infantar Zeus en una cova del mont Ida, el va confiar a la nimfa Amaltea. Però com que Cronos el buscava per menjar-se'l, Amaltea va demanar als Curets que amb les seues danses guerreres impedissin que aquest sentís els plors del petit. Per aquest motiu, són confosos sovint amb els coribants i amb els dàctils.
Altres tradicions diuen que els Curets tenien el do de la profecia i que van explicar a Minos com podia tornar a la vida el seu fill Glauc. A petició d'Hera van amagar Èpaf, fill d'Io. Zeus, pare d'Èpaf, enfadat, va fulminar els Curets amb un llamp.